# José de Lima Figueiredo
José de Lima Figueiredo, auch als Lima Figueiredo bekannt, (* 2. Juni 1902  in Rio de Janeiro; † 3. Juni 1956 ebenda) war ein brasilianischer General, Parlamentarier und Autor von Schriften militärgeografisch-politischer Inhalte.

## Leben
Lima Figueiredo war der Sohn von Francisco de Figueiredo und Adelia Bruce Mariz Sarmento Figueiredo, sein jüngerer Bruder war der General Francisco de Lima Figueiredo (* 1906). Er war im Februar 1920 in die Militärakademie Escola Militar do Realengo in Rio de Janeiro eingetreten und verließ sie Dezember 1922 für eine Offiziersausbildung im Heer (Exército Brasileiro) der Streitkräfte (Forças Armadas do Brasil).
Eine lange Zeit seines Lebens war er Direktor der ehemaligen Eisenbahngesellschaft Estrada de Ferro Noroeste do Brasil (NOB).
1923 heiratete er Tercilia da Silva Catão (1900–1976), mit der er sieben Kinder hatte, in zweiter Ehe war er mit Maria Augusta Figueiredo verheiratet, mit der er einen weiteren Sohn hatte. Er ist in Rio de Janeiro auf dem Friedhof Cemitério São João Baptista in Rio de Janeiro begraben worden.

## Militärische Laufbahn
Im Mai 1923 wurde er Unterleutnant, im Juli 1924 zum Oberleutnant und im August 1931 zum Hauptmann befördert, dann Oberst (coronel), zuletzt war er Divisionsgeneral der Arma de Engenharia. Diese Militärzeit fiel in die Zeit der Revolution von 1930 und direkt in die Amtszeiten von Staatspräsident Getúlio Vargas und Eurico Gaspar Dutra. Als Militärattaché der brasilianischen Botschaft in Tokyo war er Beobachter des Zweiten Japanisch-Chinesischen Krieges. Er war auch Mitglied des Militärkabinetts von Staatspräsident Eurico Gaspar Dutra geworden.

## Politische Laufbahn
Er war in den 1945 gegründeten Partido Social Democrático (PSD) eingetreten, trat zu den Wahlen in Brasilien 1950 an und wurde mit 11.945 Stimmen zum Abgeordneten für den Bundesstaat São Paulo für die 39. Legislaturperiode (1951–1955) in die Abgeordnetenkammer des Nationalkongresses gewählt. Das Mandat endete Januar 1955.

## Autorenlaufbahn
Lima Figueiredo schrieb zu historischen, geografischen und militärpolitischen Thema. Sein biografisches Werk Grandes Soldados do Brasil über bedeutende Militärpersonen Brasiliens erfuhr mehrere Auflagen. Zeitgemäß trafen die Werke über Grenzen Brasiliens, das Landesinnere, den Nordwesten und die Nordregion das Interesse am Aufbruch nach Westen.
Seine Publikationen führten zur akademischen Anerkennung, so war er aktives Mitglied der Sociedade de Geografia do Rio de Janeiro und der National Geographic Society in Washington, D.C., Ehrenmitglied des Instituto Histórico e Geográfico Paranaense, korrespondierendes Mitglied des Instituto Histórico e Geográfico Sulriograndense, technischer Berater für Regionalgeografie des Conselho Nacional de Geografia (Nationaler Rat für Geographie), Mitglied der Redaktionskommissionen der Revista Brasileira de Geografia und der Biblioteca Geográfica Brasileira, er unterrichtete auch am Instituto Militar de História e Geografia.

## Schriften  (Auswahl)
- Limites do Brasil. (Biblioteca de A Defesa Nacional). Henrique Velho, Rio de Janeiro 1936.
- Oéste Paranaense. Companhia Editôra Nacional, São Paulo 1937.
- Índios do Brasil. Companhia Editôra Nacional, São Paulo [u. a.] 1939. 2. Auflage 1949. Mit einem Vorwort von Cândido Rondon.
- O Acre e suas Possibilidades. In: Revista Brasileira de Geografia, Band 2, 1940, Nr. 2, S. 173–215.
- Terras de Mato Grosso e da Amazônia. Editora Século XX, Rio de Janeiro 1941. Nachdruck vermutlich 1958 bei A Noite.
- No Japão foi assim. Editôra Século XX, Rio de Janeiro 1941.
- Grandes Soldados do Brasil. 5., erweiterte Auflage. José Olímpio, Rio de Janeiro 1950.
- Cidades e Sertões. Biblioteca Militar, Rio de Janeiroe 1941. (Digitalisat).